# Wolletzsee
Der Wolletzsee ist ein etwa 330 Hektar großer See in Brandenburg unmittelbar westlich von Angermünde und ein beliebtes Naherholungsgebiet der Stadt. Um den See führt ein Wanderweg von 16,5 Kilometer Länge.
Er ist einer der 590 Seen (> 1 ha) der Uckermark und befindet sich im Biosphärenreservat Schorfheide-Chorin. Südlich des Sees erstreckt sich der Buchenwald Grumsin, der im Jahr 2011 mit vier weiteren Buchenwäldern in die UNESCO-Welterbeliste aufgenommen wurde.

## Geographie

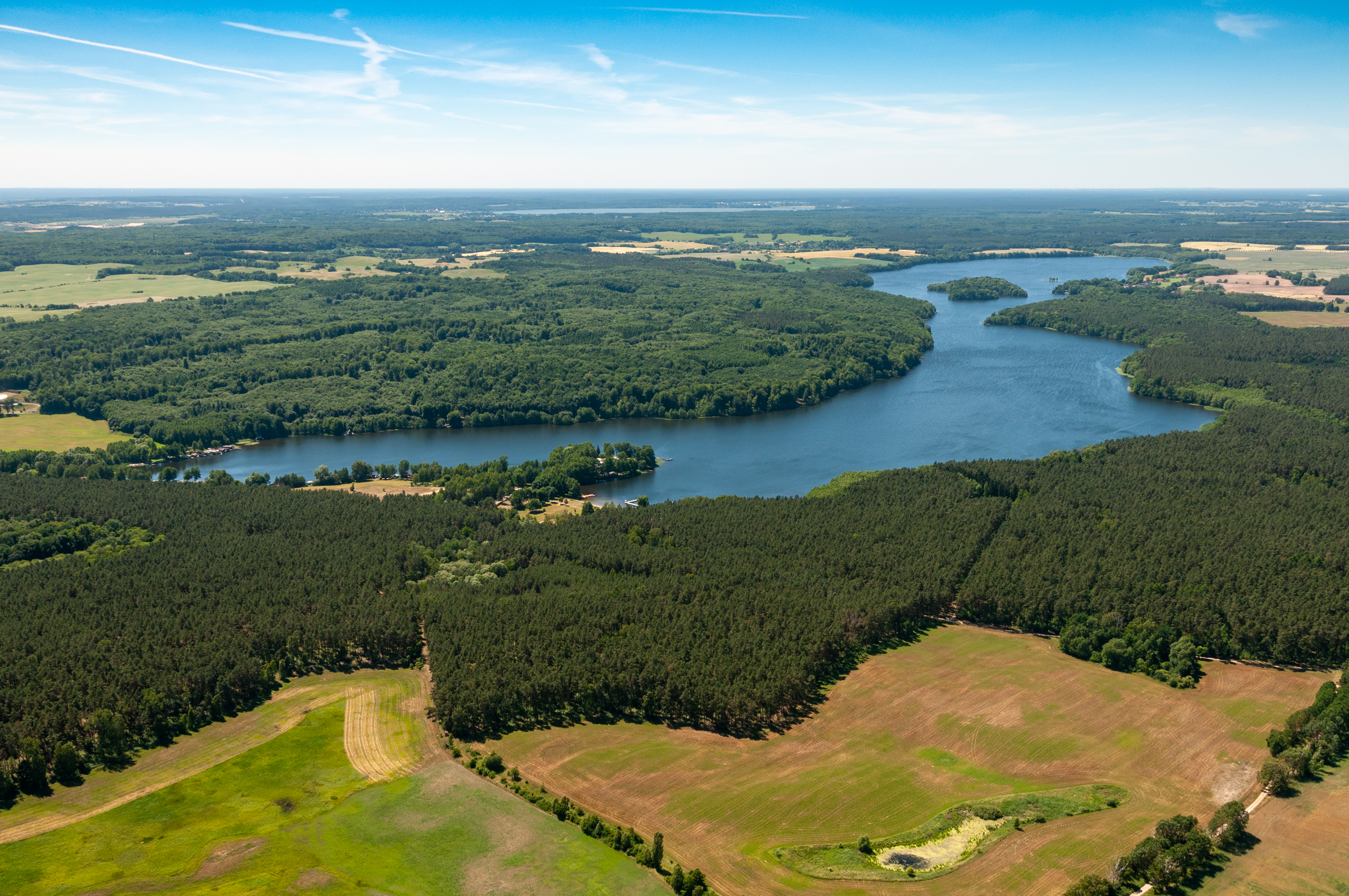
Luftaufnahme vom Wolletzsee, Juni 2018 (Blickrichtung von Ost nach West)

Der See ist 5 km lang und etwa 1 km breit und wird von West nach Ost von der Welse, einem Nebenfluss der Oder, durchflossen. Er wurde durch das Ende der Weichsel-Kaltzeit geprägt und liegt im Endmoränengebiet der Angermünder Staffel, welche der Pommerschen Eisrandlage folgte und diese nachformte. 
Der See hat drei Inseln, die auf der amtlichen Karte, von West nach Ost, lediglich als Wolletzseeinsel 1 (kleinste), Wolletzseeinsel 2 (größte) und Wolletzseeinsel 3 bezeichnet sind. Die zentral gelegene größte Wolletzseeinsel 2 erhebt sich bis zu 18 Meter über den Wasserspiegel. Mittig weist der See eine nur 150 Meter breite Einengung auf, die das Gewässer in zwei Bereiche teilt. An dieser Engstelle, wo die Inseln 2 und 3 liegen, ist der Wolletzsee in ein 18 Meter tiefes Westbecken und ein 12 Meter tiefes Ostbecken geteilt.
Die Ufer des fischreichen Wolletzsees wurden bereits in der Jungsteinzeit besiedelt.

## Ökologischer Zustand
Am See befinden sich neun Ökologie-Messstellen, Stand der Bewertungen vom 22. Dezember 2021:
- Ökologischer Zustand: mäßig (aus Einstufungen: sehr gut – gut – mäßig – unbefriedigend – schlecht).
- Chemischer Zustand: nicht gut (aus Einstufungen: ‚gut‘ bis ‚nicht gut‘).
- Signifikante Belastungen: Diffuse Quellen – Landwirtschaft und atmosphärische Ablagerungen.

Bewertungen in den Jahren 1992 bis 1994:
Die Sichttiefen (Mittelwerte der Vegetationsperiode von April bis Oktober) betrugen in den Jahren 1992 1,5 m, 1993 2,6 m und 1994 2,4 m. Das Vorkommen der Kleinen Maräne im See deutet auf bis zum Grund sauerstoffreiche Gegebenheiten auch während der Stagnationsperioden hin.
Mit einem pH-Wert von im Vegetationsmittel 8,5 befand sich das Gewässer 1994 in einem Bereich, der für die heimische Süßwasserfauna (insbesondere Fische) als ideal gilt.

## Geschichte
Am Wolletzsee wurden bereits vorgeschichtliche Zeugnisse menschlicher Besiedlung nachgewiesen, u. a. ein Mahlstein, der heute vor dem Jagdschloss aufgestellt ist.
Hinweise auf mittel- und spätslawische Siedlungen liefern Keramiken, die auf der Halbinsel im Osten des Wolletzsees (die ehemals eine Insel war) und auf der kleinen Insel im westlichen Zentrum des Wolletzsees gefunden wurden. Die Besiedelung der Inseln war in der damaligen Zeit schon aus Schutzgründen häufig anzutreffen, auch wurden nahe beieinander liegende Inseln durch Brücken verbunden. Diesbezügliche Untersuchungen am Wolletzsee konnten dafür jedoch keine Hinweise finden.
Die Ersterwähnung des am Nordufer gelegenen Wolletz datiert auf das Jahr 1313.

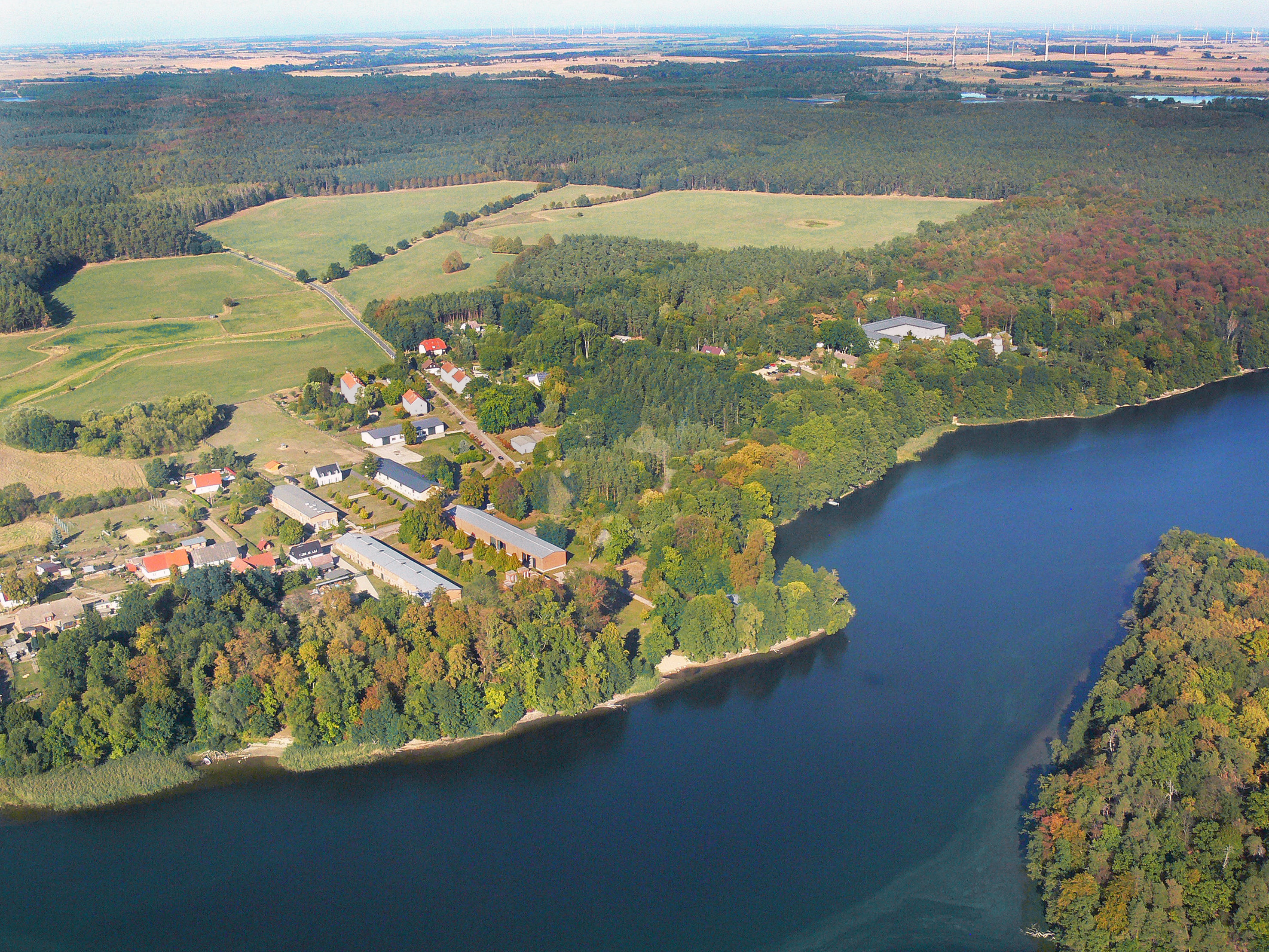
Luftaufnahme: Wolletz am Wolletzsee und Fachklinikum (rechts im Bild)

1826 erbaute der Generalmajor Ludwig von Rohr auf dem Hang am Nordufer des Wolletzsees, östlich des alten Ortskerns von Wolletz ein Jagdschloss. Das stattliche Bauwerk war vollständig von einer parkartigen Grünanlage umgeben.
1934 erwarb Anton Martinek, amerikanischer Staatsbürger, im Auftrag seines Bruders, Hauptmann a. D. Richard Martinek das Anwesen. Im Jahr darauf beauftragte er den Berliner Architekten Kaiser mit Entwürfen für einen Neubau und den Berliner Gartenarchitekten Hermann Mattern mit der Schaffung einer dazu passenden Parkanlage. 1935 wurde der Altbau abgerissen, 1936 wurde mit den Bauarbeiten für das neue »Jagdschloss« begonnen. 1938 übersiedelte der Eigentümer in die USA; das Bauwerk war damals noch nicht fertiggestellt.
Nach 1945 war es zunächst Sitz des Volkseigenen Gutes und diente als Notquartier für Vertriebene aus dem deutschen Osten.
1953 ließ der Minister für Staatssicherheit, Wilhelm Zaisser die Bauarbeiten beenden, wonach es als Gästehaus des Ministeriums diente. Von 1957 war Erich Mielke letzter Hausherr, der das Anwesen nahezu als privaten Jagdsitz nutzte. Ein großer Teil des Nordufers und das angrenzende Waldgebiet waren eingezäunt und der Öffentlichkeit bis zur „Wende“ nicht zugänglich. Gemeinde und gleichnamiger See waren später auf einigen DDR-Karten nicht mehr zu finden. Zwischen 1960 und 1988 wurden dem MfS-Haushalt insgesamt 21,9 Millionen DDR-Mark entnommen und für das Jagdschloss Wolletz verwandt. Es entstanden sechs zum Teil mehrgeschossige Gästehäuser, Garagen, eine Tankstelle, sogar ein eigenes Backhaus. Am Ende waren 71 Mitarbeiter auf dem Gut beschäftigt.
Das Haus diente bis 1989 auch führenden Mitarbeitern des Ministeriums für Staatssicherheit (MfS) als Erholungsheim.

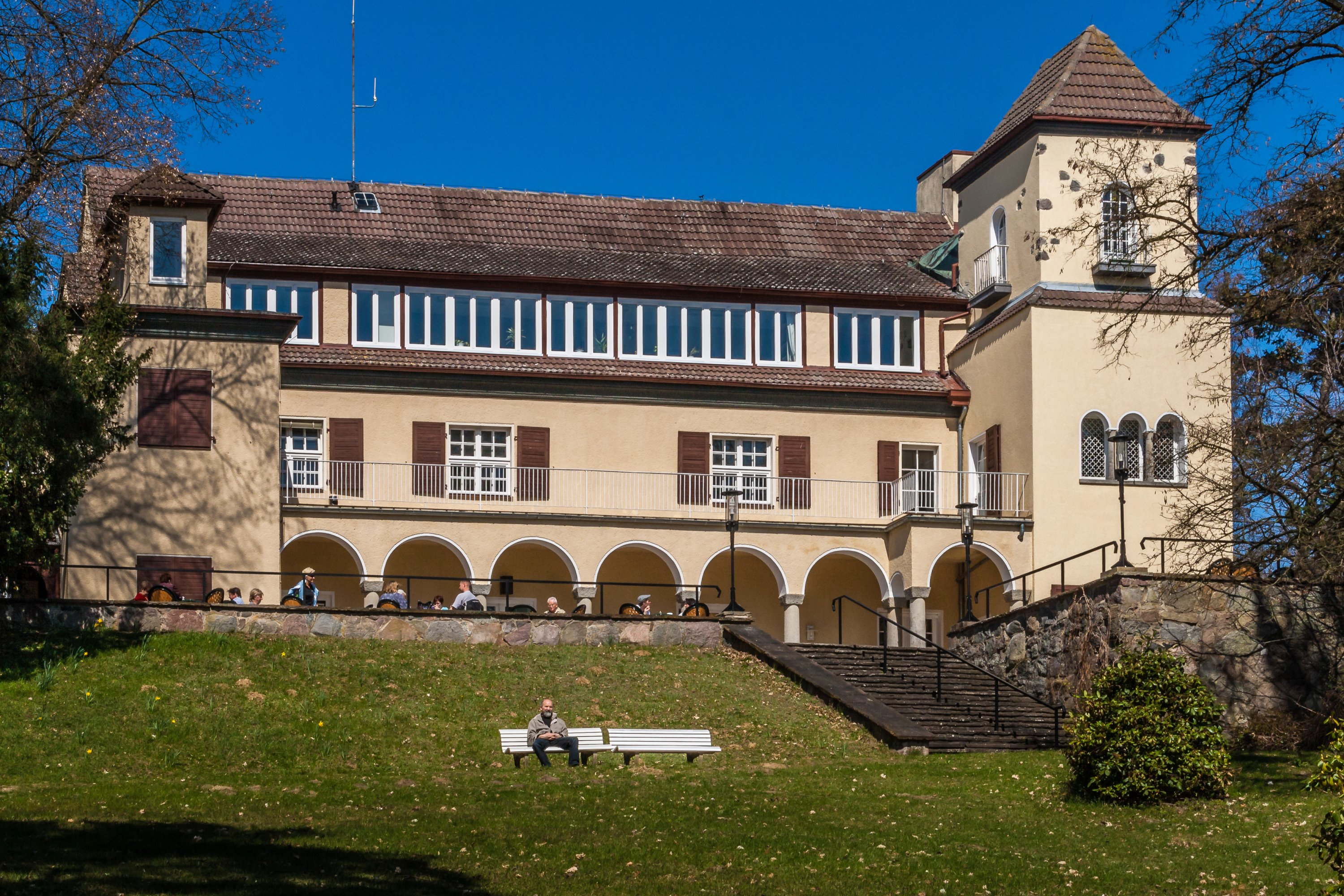
Ehemaliges Jagdschloss, heute Reha-Fachklinik, April 2010 (steht unter Denkmalschutz).

1990 wurde das Haus in ein kardiologisches Rehabilitationszentrum umgebaut. Mit den zusätzlich errichteten Gebäuden der Klinik wurde ein Großteil des Anwesens überbaut, womit von der ursprünglichen Parkanlage nur wenig verblieb. Der Bereich zwischen »Jagdschloss« und See wurde durch zusätzliche Ausstattungselemente verändert.
1997 hat das Unternehmer-Ehepaar Fiege aus Nordrhein-Westfalen das Anwesen samt Klinik gekauft und sich neben der Klinik ein neues Gutshaus errichtet. Mit der Naturschutzstiftung Schorfheide-Chorin engagiert sich das Ehepaar in öffentlich-privatwirtschaftlicher Partnerschaft für den Umweltschutz in der Region. Zu den von der Stiftung vorgenommenen Eingriffen gehört auch der im Jahr 2004 umstrittene Einschlag von 450 über 160 Jahre alten Eichen am Redernswalder See, der laut offiziellen Stellungnahmen der Reduzierung des künstlich überhöhten Eichen-Bestandes und der Wuchsraumbefreiung für die Buchenpopulation diente.
Der Landesverband Brandenburg des Naturschutzbundes Deutschland (NABU) erstattete damals Strafanzeige gegen die Stiftung. Der NABU vermutete, dass die Eichen im Wert von etwa 60.000 Euro als Parkettholz verkauft werden sollten. Später wurde festgestellt, dass sogar 572 Eichen gefällt worden waren, allerdings vom Landesforstdienst, so dass der Landesverwaltung in diesem Zusammenhang eine Mitverantwortung zukommt.

## Bildergalerie

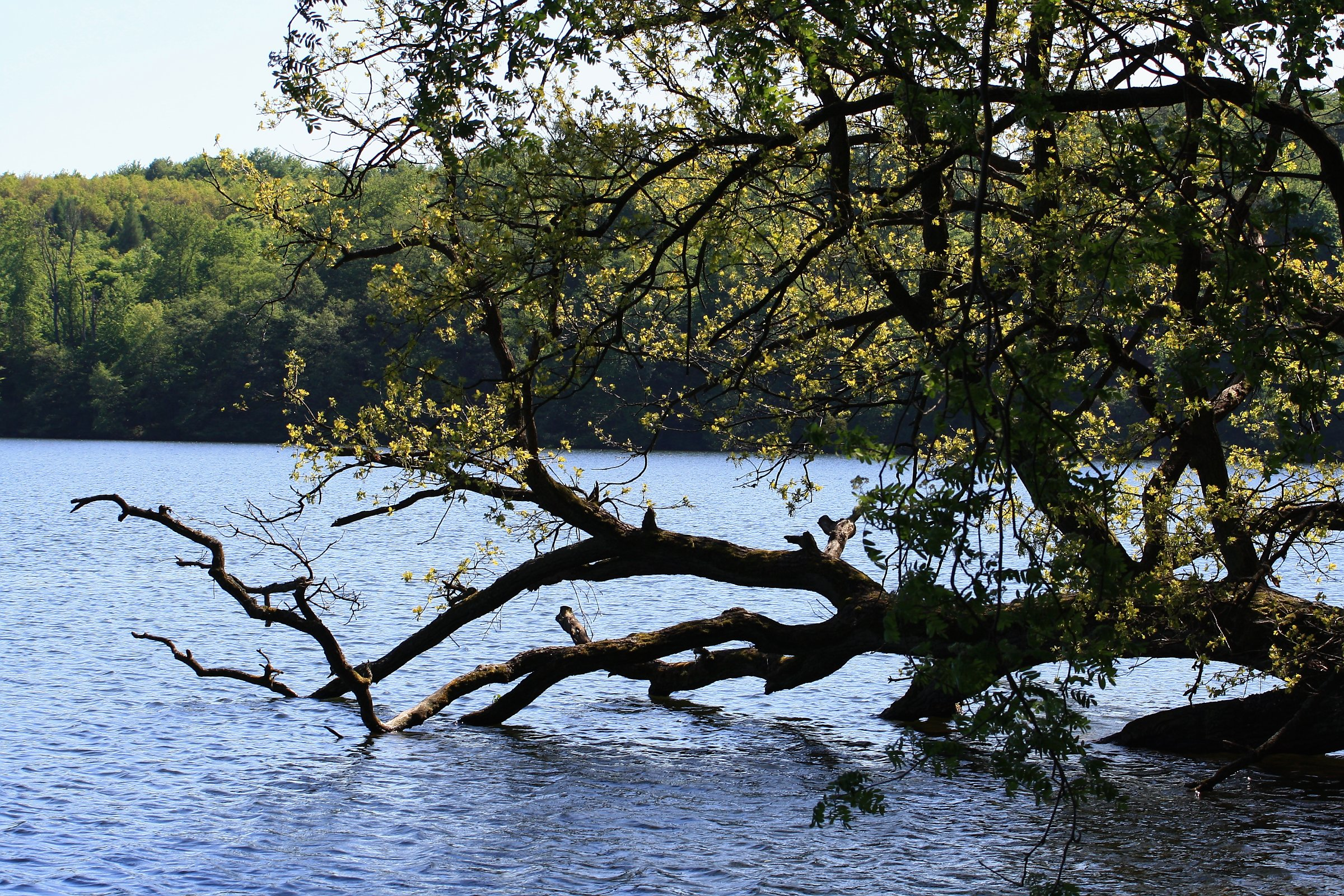
Werden und Vergehen
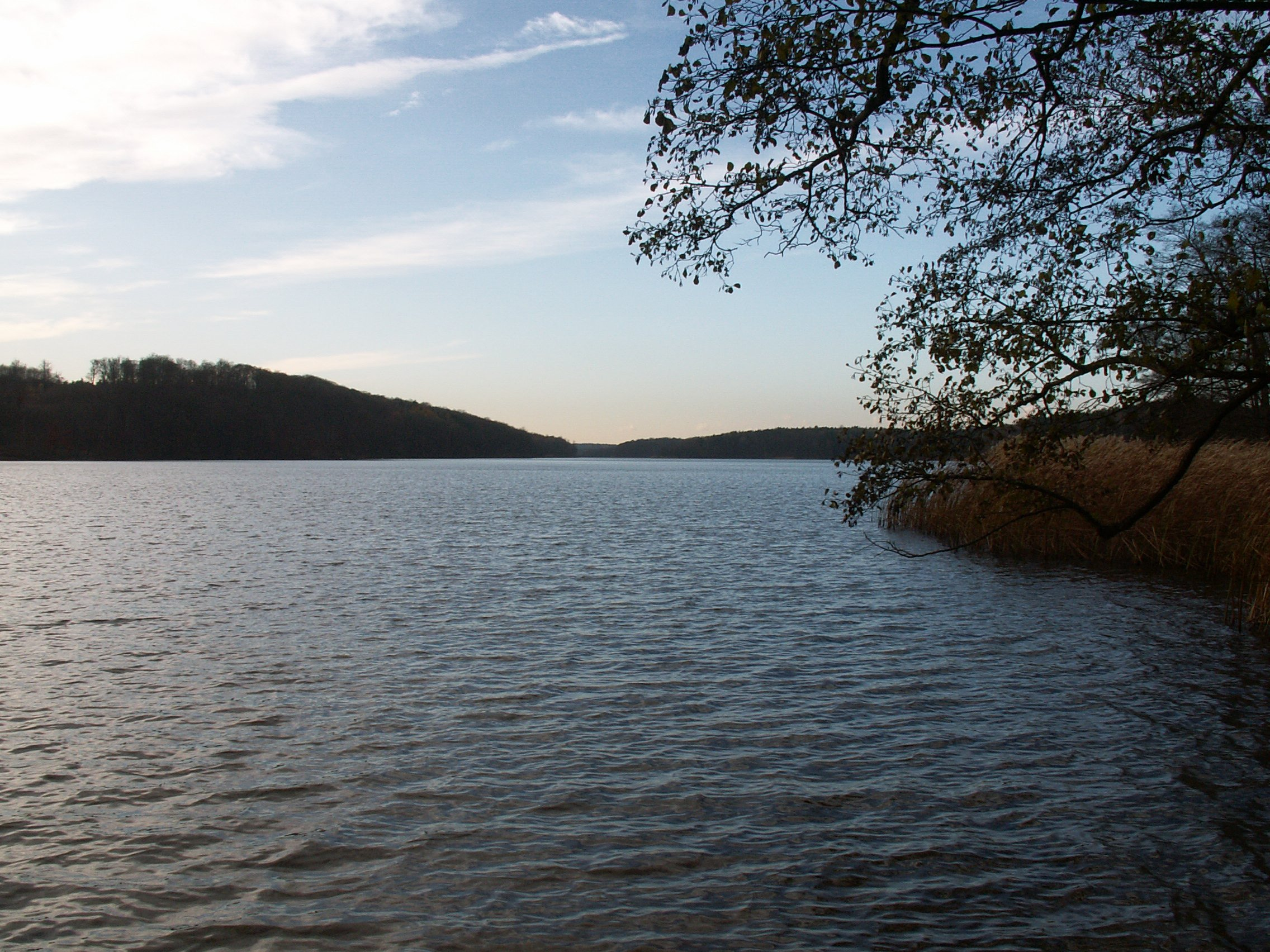
Blick über den Wolletzsee
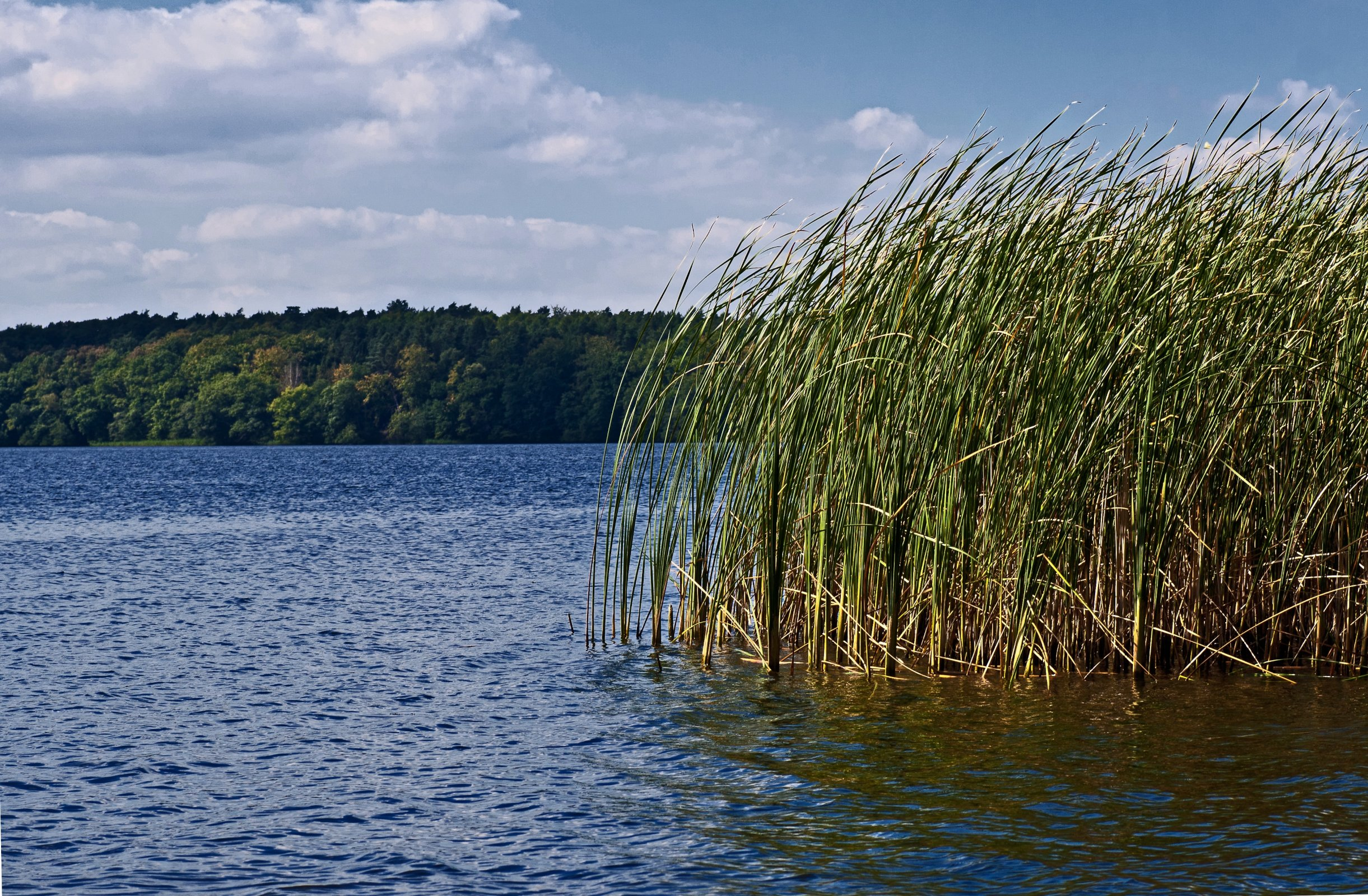
Idylle am Wolletzsee
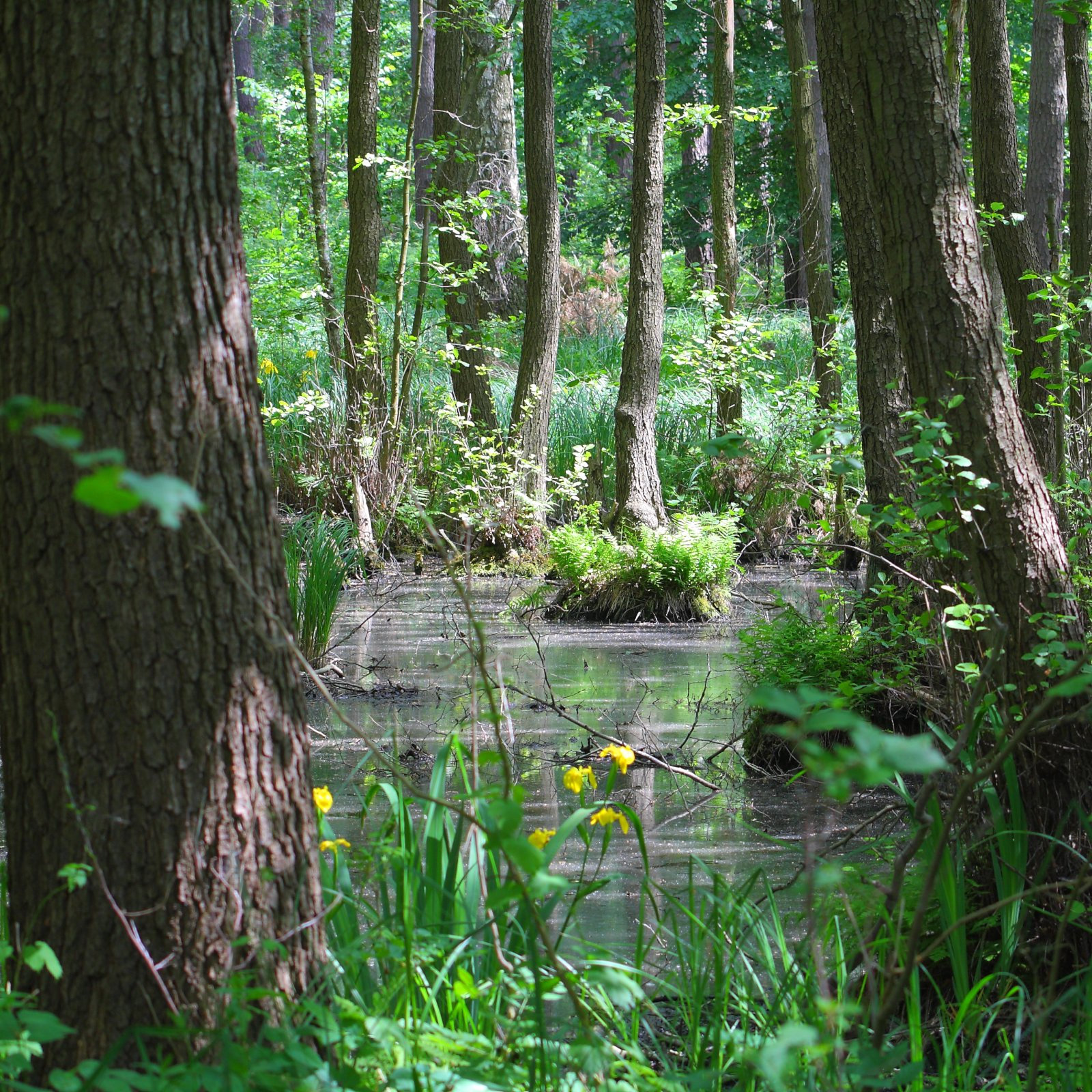
Auwald am Wolletzsee
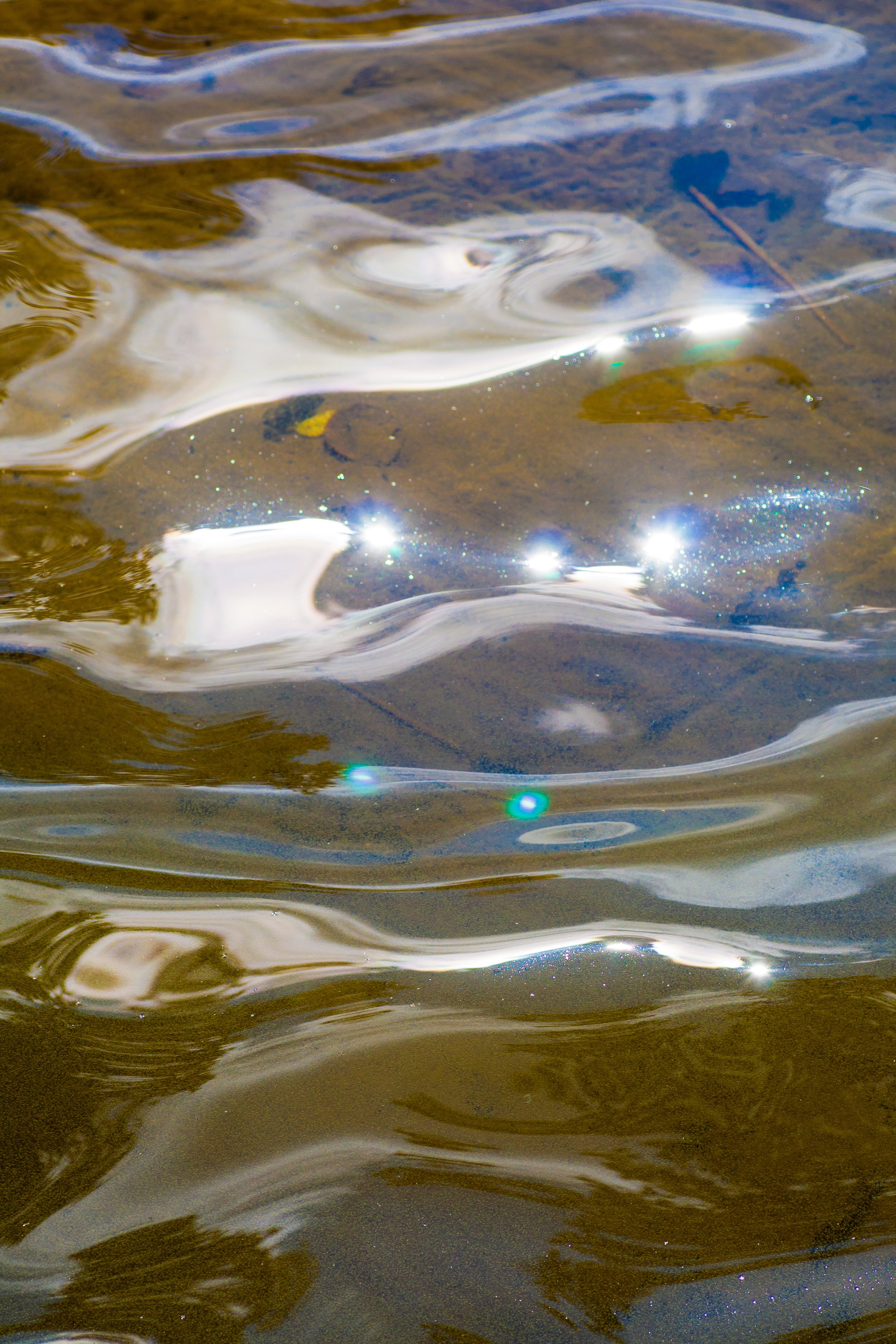
'Goldene Lichter zittern Über die dunkle Flut.' Hermann Löns
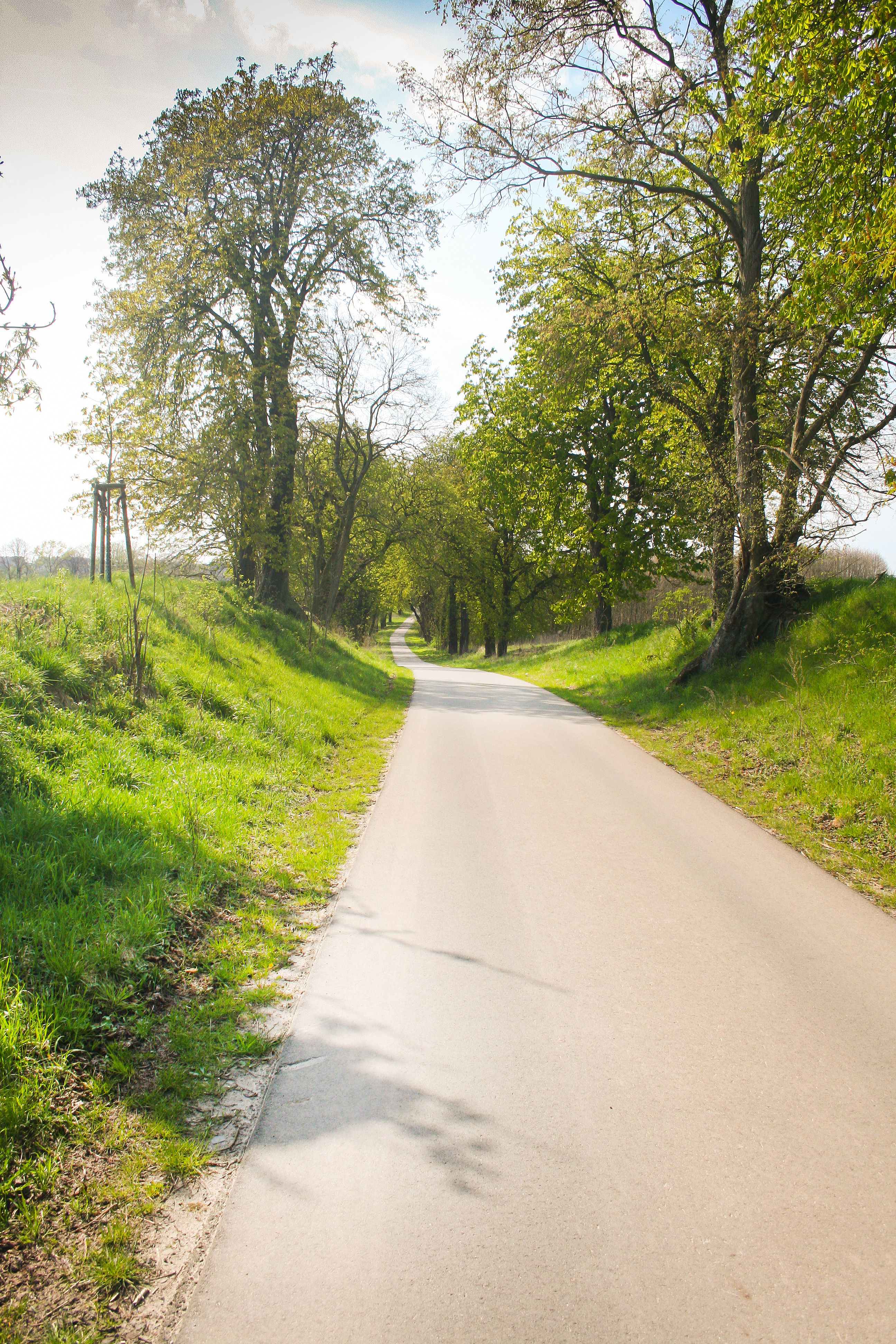
Radfernweg Berlin-Usedom am Wolletzsee